# Cubo simo
In geometria solida il cubosimo o cubo simo (che significa: cubo al quale sono stati smussati alcuni vertici), o cubo camuso, è uno dei tredici poliedri archimedei.
Ha 38 facce, delle quali 6 sono quadrati e 32 sono triangoli equilateri, 60 spigoli e 24 vertici, in ognuno dei quali concorrono un quadrato e quattro triangoli. Si tratta di un poliedro chirale: non è equivalente alla sua immagine riflessa, e si presenta quindi in due forme distinte.

## Legami con il cubo
Il gruppo delle simmetrie del cubo simo è uguale al gruppo ottaedrale {\displaystyle O\cong S_{4}} delle simmetrie del cubo (e dell'ottaedro) che preservano l'orientazione. Il cubo simo può essere ottenuto dal cubo espandendo le 6 facce quadrate e quindi ruotando leggermente i quadrati in modo che lo spazio tra questi possa essere riempito da corone di triangoli equilateri.
| Cubo | Cubo espanso | Cubo simo |

## Chiralità

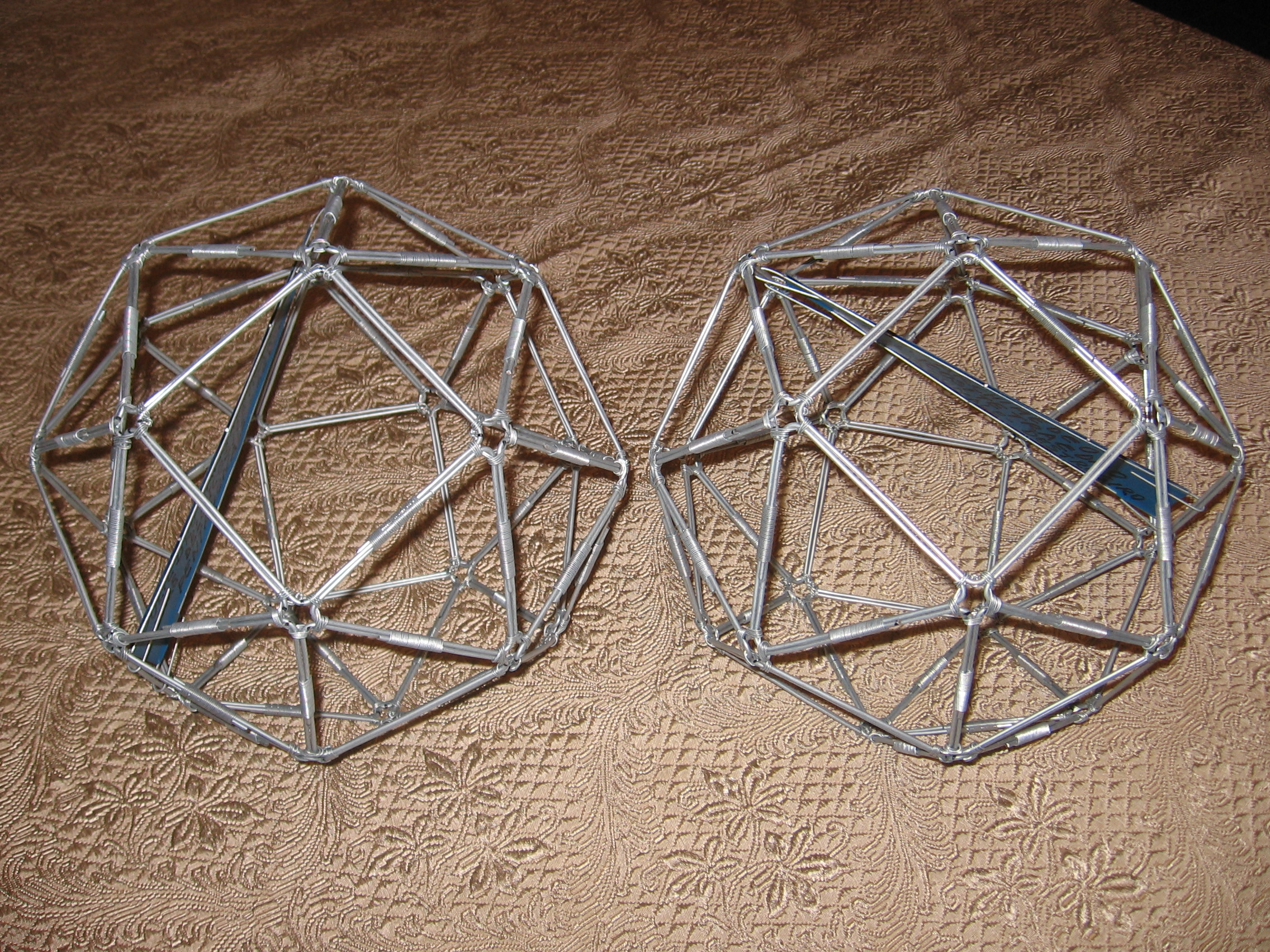
I due modelli speculari del poliedro

Il cubo simo è un poliedro chirale: differisce sostanzialmente dalla propria immagine riflessa. Per questo motivo esistono due versioni del cubo simo, dette destrogira e levogira. Dei tredici solidi archimedei, l'unico altro solido chirale è il dodecaedro simo.

## Dualità
Il poliedro duale del cubo simo è l'icositetraedro pentagonale. Anch'esso è un poliedro chirale.